# Obrež (Szerémség)
Obrež (Обреж) település Szerbiában, a Vajdaságban, a Szerémségi körzetben, Pecsince községben.

## Demográfiai változások
| 1948 | 1953 | 1961 | 1971 | 1981 | 1991 | 2002 |
| ---- | ---- | ---- | ---- | ---- | ---- | ---- |
| 1327 | 1254 | 1312 | 1387 | 1429 | 1417 | 1400 |